# Bānka
Bānka är en ort i Indien.   Den ligger i distriktet Banka och delstaten Bihar, i den östra delen av landet, 1 000 km öster om huvudstaden New Delhi. Bānka ligger 85 meter över havet och antalet invånare är 38 939.
Terrängen runt Bānka är platt. Runt Bānka är det tätbefolkat, med 570 invånare per kvadratkilometer. Bānka är det största samhället i trakten. Trakten runt Bānka består till största delen av jordbruksmark.